# 허종만
허종만(許宗萬, 1935년 2월 22일~)은 조선민주주의인민공화국의 최고인민회의 대의원이자, 재일본조선인총련합회 중앙상임위원회 의장이다. 
일본의 사실상 조선민주주의인민공화국 대사이다.

## 생애
일제강점기의 경상남도 고성에서 태어났다. 1959년 재일본조선인총련합회 도쿄도 본부 위원장으로서 총련 활동을 시작했다. 1986년 재일본조선인총련합회 중앙위원회 부의장을 거쳐 2012년 5월 서만술 전 의장의 사망 후 중앙상임위원회 의장을 맡았다. 한덕수 전 의장의 조카 사위이기도 하다.

## 같이 보기
- 한덕수
- 서만술

| 전임 서만술 | 제3대 재일본조선인총련합회 중앙상임위원회 의장 2012년 5월 19일 - |  |